# Panoramaturm Betzelhübel
Der Panoramaturm Betzelhübel ist ein Aussichtsturm unweit von Steinbach im saarländischen Landkreis Neunkirchen.

## Lage
Der Panoramaturm steht etwa 800 m westlich von Steinbach, einem Stadtteil von Ottweiler, auf dem unbewaldeten Gipfelplateau des 428,8 m ü. NHN hohen Betzelhübel. Unmittelbar am Turm führen die Premiumwanderwege Steinbachpfad und Schauinslandweg vorbei, unweit westlich beginnt die Mountainbike-Route Flowtrail Ottweiler.

## Beschreibung
Der etwa 24 m hohe Panoramaturm wurde 2013 in Aluminium-Fachwerkbauweise errichtet und hat eine Kantenlänge von vier mal fünf Metern. Der Treppenaufgang umfasst 120 Stufen, die über elf Zwischenpodeste zur 20 m hoch gelegenen, L-förmigen Aussichtsplattform führen. Zur Stabilisierung der Treppenanlage sind unter den Podesten und Treppensegmenten Stahlseil-Verspannungen angebracht.
An der Aussichtsplattform befinden sich in etwa zwei Meter Höhe vier Panoramatafeln. Als Wetterschutz dient ein flach geneigtes Aluminiumdach. Von der Plattform aus bietet sich ein sehr guter Rundumblick in weite Teile des Saarlands, zu den Höhenzügen des Hunsrücks und auf Ottweiler.

## Besonderheiten
Der Turm ist von 08:00 bis 20:00 Uhr zugänglich und darf wegen seiner filigranen Bauweise nur von maximal 12 Personen gleichzeitig betreten werden.
Der Bau des Turms wurde zum größten Teil durch Spenden finanziert. Seine Treppenstufen sind mit Namensschildern der Spender versehen.